# ديبي ليونيداس
ديبي ليونيداس (بالإنجليزية: Debbie Leonidas)‏ (27 يناير 1954 بنيوزيلندا - ) هي لاعبة كرة قدم نيوزلندية في مركز الدفاع. شاركت مع منتخب نيوزيلندا الوطني لكرة القدم للنساء.